# Hotel de France (Wien)

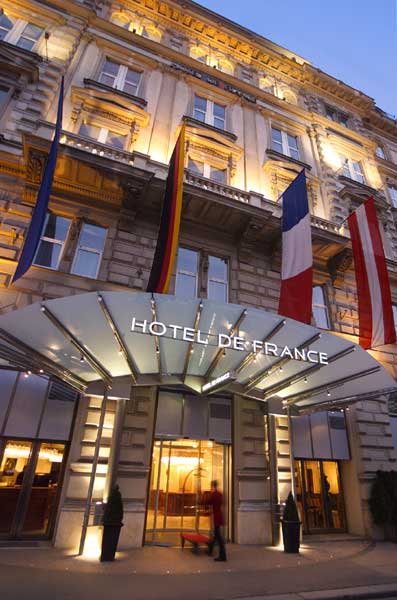
Hotel de France in Wien

Hotel de France um 1900 auf einer Werbepostkarte

Das Hotel de France in Wien ist ein Hotel im 1. Bezirk, der Inneren Stadt, am Schottenring 3, das 1872 im Gründerzeitstil gebaut wurde.

## Geschichte
Das Hotel gehört zu einem Gebäudeensemble, das 1872 von den Architekten Franz Fröhlich (1824–1889) und Anton Ölzelt errichtet wurde. Ein Jahr nach der Eröffnung, anlässlich der Weltausstellung 1873 in Wien, wurde dem neuen Hotel der Name Hotel de France gegeben, was damals als chic und elegant empfunden wurde. Eigentümer war anfangs die 1873 gegründete Wiener Lombard- und Escompte-Bank, die im Erdgeschoß ihre erste Filiale eröffnete, doch wechselten die Hotelbetreiber rasch. Der Komponist Anton Bruckner, den der Architekt Ölzelt förderte und der ihm seine sechste Symphonie widmete, wohnte im Sommer 1895 zeitweise im Hotel oder nahm dort seinen Mittagstisch ein.
1917 kam die Hotel de France Ges.m.b.H und damit die Hotelkonzession in den Besitz der Familie Gisela, Ella und Ernst Herzog. Sie bauten in den 1920er Jahren das Haus zu einem bürgerlichen Hotel um und richteten im Erdgeschoß einen Restaurant- und Kaffeebetrieb ein. Im Souterrain wurde ein kleines Theater eröffnet, das 1932 die Voraufführung von Glaube Liebe Hoffnung zeigte, einem Stück, das gerade von Ödön von Horváth (und Lukas Kristl) verfasst worden war. Ab 1938 kam die jüdische Familie Herzog durch die Nationalsozialisten in Wien unter Druck, und die Familienmitglieder versuchten auszureisen. Ernst Herzog entkam bereits 1938 in die Tschechoslowakei, Ella Herzog soll nach Südamerika ausgewandert sein, Gisela Herzog konnte 1940 nach New York ausreisen. Das Hotel wurde anschließend arisiert, der Grundbesitz 1940 dem Wiener Weinhändler und NSDAP-Mitglied Adolf Knorr zugeschlagen. Die Transaktion wurde über die Creditanstalt abgewickelt.
Nach der Eroberung Wiens durch die alliierten Truppen 1945 diente das Hotel de France der französischen Besatzungsmacht als Lazarett und Hauptquartier. „Im Zuge des Entnazifizierungsverfahrens wurde der Besitzer Knorr als ‚minderbelastet‘ eingestuft […]“ und mit einer Sühneabgabe belastet. 1947 wurde das Hotel von dem jüdischen Kaufmann Nuchem (Norbert) Wachtel (1882–1957) erworben, der den Holocaust in wechselnden Verstecken von 1939 bis 1945 in Wien überlebt hatte. Damit lag erstmals seit der Errichtung 1872 der Besitz des Hauses und des Hotels in einer Hand. Da es Wachtel nicht gelang, die Franzosen zum Auszug zu bewegen, schenkte er das Hotel seinen Töchtern. Deren Ehemänner Ernst Stock und Kurt Horowitz führten das Hotel fort. 1972 wurde das Hotel von der Familie verkauft. Ernst Stock wurde Geschäftsführer des Wiener Kongresszentrums Hofburg, später des Österreichischen Verkehrsbüros, damals des größten Reisebüros in Österreich.

## Gebäude
Die Fassade des Hotelgebäudes Schottenring 3 mit steingequaderten Seitenrisaliten und additiven Giebelfenstern tritt mit korinthischen Riesenpilastern leicht hervor. Die breiteren der Fenster sind durch Karyatidhermen im Mezzanin und der Attika zweigeteilt. Des Weiteren ist die Fassade durch seichte Beletagebalkons geprägt.
In den Jahren 1986 bis 1988 erfolgten Renovierungs- und Umbauarbeiten, es entstanden drei Konferenzräume, zwei Restaurants sowie durch den Dachgeschoßausbau zusätzliche Gästezimmer. Durch die Überdachung des Innenhofes mit einer Stahl-Glas-Konstruktion entstand das Atrium. Jedoch wurde die Veränderung der Außenfassade kritisiert. So gingen 1993 bei dem Austausch der historischen Fenster in Kunststofffenster wichtige Zierelemente wie die Karyatidherme verloren.